# Yang Li
Yang Li (Jiangsu, 31 de janeiro de 1991) é uma futebolista profissional chinesa que atua como atacante.

## Carreira
Yang Li fez parte do elenco da Seleção Chinesa de Futebol Feminino, nas Olimpíadas de 2016. 